# Teočak
Teočak är en kommun i Bosnien och Hercegovina.   Den ligger i entiteten Federationen Bosnien och Hercegovina, i den östra delen av landet, 100 km nordost om huvudstaden Sarajevo. Antalet invånare är 7 607. Arean är 29,0 kvadratkilometer.